# 印度洋海扇蛤
印度洋海扇蛤（学名：Chlamys ruschenbergerii）为海扇蛤科錦海扇蛤屬下的一个种。